# Lachnodiopsis humboldtiae
Lachnodiopsis humboldtiae är en insektsart som först beskrevs av Green 1922.  Lachnodiopsis humboldtiae ingår i släktet Lachnodiopsis och familjen ullsköldlöss.
Artens utbredningsområde är Sri Lanka. Inga underarter finns listade i Catalogue of Life.